# Affaire des sondages de l'Élysée
Le texte peut changer fréquemment, n’est peut-être pas à jour et peut manquer de recul. 
Le titre et la description de l'acte concerné reposent sur la qualification juridique retenue lors de la rédaction de l'article et peuvent évoluer en même temps que celle-ci.
L'affaire des sondages de l'Élysée est une affaire politico-financière qui concerne la commande d'études d'opinion par la présidence de la République française à partir de 2008, au cours du mandat de Nicolas Sarkozy. Elle commence avec la publication d'un rapport de la Cour des comptes en 2009 sur le budget de la présidence de la République, et se poursuit depuis le mois d'octobre 2012 avec une enquête suivie par le parquet de Paris et confiée à la Brigade de la répression de la délinquance économique, ainsi que d'une investigation par le juge d'instruction Serge Tournaire sur la régularité des marchés conclus entre l'Élysée et neuf instituts de sondage, pour d'éventuels faits de favoritisme, détournements de fonds publics, complicité et recel de ces délits.

## Contexte
Depuis les années Mitterrand, la présidence de la République française fait un grand usage des sondages utilisant, de 1981 à 2007, l'Ipsos comme prestataire attitré. En raison de ce monopole qu'il exerçait de fait, Jean-Marc Lech se présente comme « le sondeur privé de MM. Mitterrand et Chirac ». Homme de gauche, il est proche de François Mitterrand dont il avance que personne avant lui n'avait utilisé les méthodes reposant sur l'analyse des études d'opinion de façon aussi systématique. Durant toutes les années 1980-1990, l'Ipsos travaille de concert avec Jacques Pilhan pour préparer les « plans de communication » de la présidence bloquant la publication de sondage « dont les résultats étaient navrants pour Fabius ». Pour la présidentielle de 1988, François Mitterrand va jusqu’à commander “un sondage par jour” à l’institut collaborant avec son équipe de campagne. Jean-Marc Lech rapporte dans ses Mémoires, comment payé avec l'argent des fonds secrets, il repartait de l'Élysée avec des valises de billets de banque.
Durant toutes ces années, les prestations de conseil et d'études d'opinion, comme les autres dépenses de la présidence de la République, bénéficient en vertu d'un privilège régalien d'un statut dérogatoire au droit commun des administrations et au code des marchés publics, et échappent dès lors à tout contrôle. Pour la même raison, la Cour des comptes n'est pas autorisée à rentrer au palais de l'Élysée pour contrôler ces dépenses.
Patrick Buisson, conseiller officieux de Nicolas Sarkozy demande, selon ses affirmations, pour la première fois à encadrer ses prestations de manière plus transparente.

## Faits
Durant le mandat de Nicolas Sarkozy, la présidence de la République commande des sondages, dont certains pourraient intéresser plus le candidat à la présidentielle 2012 que le président en fonction (Par exemple : « Souhaitez-vous que le Nouveau Parti anticapitaliste fasse cause commune avec le Parti de gauche et le Parti communiste ? » ; « Diriez-vous que le NPA est une menace pour le PS ? ») ou avoir été attribués par « favoritisme ».
Dès le début du quinquennat, Emmanuelle Mignon, directrice de cabinet entre mai 2007 et juillet 2008 signe le contrat avec Politifact, la société de Patrick Buisson. Dans le détail, les frais se répartissent ainsi:
- Versement annuel de 1,5 million d'euros à Publifact pour conseil et sondages
- Versement de 10 000 euros de rémunération mensuelle pour Patrick Buisson
- Paiement de commandes auprès de Georges Buisson (fils de Patrick Buisson) à hauteur de 300 000 euros
- Paiement de commandes auprès d'Ipsos pour 1,8 million d'euros, d'OpinionWay et de l'Ifop (société dont l'ex-présidente du Medef, Laurence Parisot, est vice-présidente) pour 550 000 euros chacun.

Entre 2008 et 2012, le cabinet GiacomettiPeron se voit verser 2,56 millions d'euros par la présidence. Alors que Patrick Buisson est chargé des sondages, le cabinet fondé en 2008 par Pierre Giacometti se voit confier la « stratégie d’opinion ». Le 11 octobre 2011, un ancien membre du cabinet Giacometti Péron & Associés précise au Monde que « personne ne se pose la question de rédiger un appel d'offres ». Après le contrôle des comptes de l'Élysée en 2009, les honoraires du cabinet sont revus à la baisse : de 65 780 euros mensuels, ils passent à 52 000 puis à 39 600 euros. Cependant le cabinet trouve d'autres contrats au sein du gouvernement Fillon : il travaille avec Rachida Dati sur la réforme judiciaire, sur les interventions publiques d'Éric Besson à l'immigration, et sur les discours des ministres de l'intérieur Brice Hortefeux et Claude Guéant. François Fillon, Xavier Bertrand et Laurent Wauquiez auront également recours aux conseils de GiacomettiPeron.

## Enquête

### Rapport de la cour des comptes
En 2008, la Cour des comptes audite pour la première fois les comptes de la présidence de la République, conformément à la volonté affichée de Nicolas Sarkozy de rendre plus transparente la gestion de l'Élysée. Philippe Séguin propose à Emmanuelle Mignon de sanctuariser une « liste civile », des dépenses sur lesquelles la Cour des comptes n’exercerait pas son contrôle, citant en particulier les sondages. L'Élysée refuse cette proposition.
En 2009, le rapport sur l'exécution du budget dénonce les modalités de passage et d'exécution d'une convention signée le 1er juin 2007 entre l'Élysée et « un cabinet d'études » pour une somme proche de 1,5 million d'euros. La convention ne suit pas la procédure correcte d'appel d'offres, et sa mission lui permettait de facturer sans contrôle des études d'opinion à l'Élysée. La convention est très succincte (une seule page), ce qui est « exorbitant au regard des règles de l'exécution de la dépense publique » d'après la cour des Comptes. En 2008, 130 factures ont été réglées par l'Élysée au titre de ce contrat, pour un montant de 392 288 euros, correspondant notamment à des enquêtes réalisées par l'institut OpinionWay.
Il apparaît par ailleurs que ces études sont par la suite publiées dans la presse, sans différence notable : il y a donc double facturation, auprès de l'Élysée d'une part et de clients extérieurs d'autre part - notamment Le Figaro et LCI. Claude Guéant, alors secrétaire général de l'Élysée, déclare : « On commande des sondages, si des journaux veulent acheter les mêmes, nous, on n'y peut rien ! ». Il estime par ailleurs qu'« il n'y a absolument aucune nécessité » d'ouvrir une enquête sur la politique de commande des sondages par l'Élysée. De son côté Étienne Mougeotte, directeur des rédactions du Figaro et ancien directeur de TF1, assure payer les sondages que son quotidien commandait à Opinion Way, tandis que la société des rédacteurs du titre lui demande de « mettre immédiatement un terme à ce type de 'coproduction' (avec OpinionWay) qui nuit gravement à la crédibilité des titres du groupe ».

### Plainte d'Anticor
Le 11 février 2010, l'association de lutte contre la corruption Anticor dépose une plainte contre X pour favoritisme contre la convention commerciale signée en 2007 par l'ex-directrice de cabinet de M. Sarkozy, Emmanuelle Mignon, avec Publifact. Elle se base notamment sur une série de documents obtenus par l'élu écologiste Raymond Avrillier via une procédure administrative, la saisie du Conseil d'État (possible depuis 2009 et fondée sur la loi du 17 juillet 1978), et reconnue comme légitime le 17 février par le tribunal administratif de Paris. Les documents concernés sont communiqués à la presse pour dénoncer ce que l'ancien maire adjoint de Grenoble qualifie d'« ivresse sondagière » : 264 sondages commandés entre juin 2007 et juillet 2009 par l'Élysée, dont une bonne partie ne portent pas sur l'image de la présidence, mais sur d'autres thèmes. Entre autres :
- un sondage de décembre 2008 portant sur des personnalités socialistes pour déterminer laquelle « ferait un(e) bon(ne) candidat(e) à la présidentielle » ;
- de « nombreux » sondages portant sur le couple Sarkozy-Bruni et la possibilité d'un mariage[19] ;
- un sondage de 2011 sur une prestation télévisuelle de Dominique Strauss-Kahn, alors favori de la primaire socialiste.

Les documents établissent à 9,4 millions d'euros la facture des centaines d'enquêtes commandées sous la présidence de Nicolas Sarkozy. Les 66 sondages réalisés entre 2010 et 2012 ont été facturés 3,04 millions d'euros à l'Élysée, et viennent s'ajouter aux 264 sondages commandés entre 2007 et 2009 pour un montant de 6,35 millions d'euros.
Le 2 novembre, le parquet de Paris classe la plainte sans suite au motif que l'irresponsabilité pénale dont jouit le chef de l'État « doit s'étendre aux actes effectués au nom de la présidence de la République par ses collaborateurs ». Il considère également qu'Emmanuelle Mignon « n'a juridiquement aucun pouvoir en propre, [elle] n'a pas de pouvoir personnel, même en cas de délégation de signature ».
Par la suite Anticor dépose une seconde plainte en se constituant partie civile, ce qui lui permet de court-circuiter le parquet : il en revient dès lors au doyen des juges d'instruction (en l'espèce Roger Le Loire) de décider d'ouvrir ou non une information judiciaire. Il le fait et désigne pour enquêter le juge Serge Tournaire. Mais le parquet saisit la cour d'Appel de Paris, qui estime, en novembre 2011, qu'une telle enquête pourrait aller à l'encontre de la Constitution si elle devait conduire le juge à « réaliser éventuellement une perquisition au cabinet du président de la République » ou à mener des auditions pour « établir si le contrat a été conclu et exécuté à l'initiative exclusive de Mme Mignon ou à la demande personnelle du président » car cela reviendrait à ce que ce dernier « fasse l'objet d'une action ». Anticor décide alors de se pourvoir en cassation.
Fin 2012, Patrick Buisson annonce qu'il va porter plainte contre la garde des sceaux, Christiane Taubira, au motif que cette dernière est demeurée membre du comité de parrainage de l'association Anticor, ce qui constitue à ses yeux une « prise illégale d'intérêt », Christiane Taubira ayant selon ses dires un « intérêt moral et politique à voir s'ouvrir une instruction où elle est juge, partie et bénéficiaire ». L'association Anticor répond par un communiqué où elle indique que Mme Taubira n'a « plus participé à une seule manifestation ou réunion d'Anticor » depuis 2007. La plainte est jugée recevable en janvier 2014. En novembre 2015, la presse révèle que l'association a géré ce dossier en concertation avec le cabinet de Christiane Taubira et avance que la juge d'instruction Sabine Kheris en près de deux ans n'a accompli aucun acte d'instruction,.
En parallèle des actions menées par Anticor, le groupe socialiste au Sénat annonce le 8 novembre 2011 son intention de demander la constitution d'une commission d'enquête parlementaire sur les sondages commandés par l'Élysée et le gouvernement. André Vallini, proche de François Hollande à l'initiative de cette demande, souhaite aussi étendre l'enquête à un nouveau rapport de la Cour des comptes qui dévoile d'importantes dépenses en publicité, en sondages et en consultations de Matignon et de certains ministères. Cette demande restera sans suite car les commissions parlementaires d'enquête ne peuvent porter sur des faits ayant donné lieu à des poursuites judiciaires et aussi longtemps que ces poursuites sont en cours.

### Instruction judiciaire
Le 19 décembre 2012, la Cour de Cassation casse et annule l'arrêt par lequel la chambre de l'instruction de la cour d'appel de Paris s'était opposée, le 7 novembre 2011 à l'ouverture d'une enquête. Le juge d'instruction parisien Serge Tournaire obtient le droit d'enquêter sur la régularité de tous les marchés conclus entre l'Élysée et neuf instituts de sondage sous la présidence de Nicolas Sarkozy, pour d'éventuels faits de favoritisme, détournements de fonds publics, complicité et recel de ces délits.

Le 14 avril 2013 Le Parisien révèle qu'en octobre 2012 une enquête préliminaire a été ouverte par le parquet de Paris sur les conditions dans lesquelles ont été commandés des sondages par Matignon, quand François Fillon était Premier ministre. L'intéressé déclare : 

« Tous les sondages ont toujours été commandés par le service d'information du gouvernement, par appel d'offres, par appel à la concurrence et sans aucune intervention des membres de mon cabinet. J'attends cette enquête avec beaucoup de tranquillité. […] Je vous dis simplement qu'il n'y a rien de nouveau en ce domaine. Il y a eu une enquête de la Cour des comptes sur ces pratiques qui a dit toutes les choses, Cour des comptes, qui, je vous le rappelle, est présidée par un ancien élu socialiste. »

Le 28 mars 2013, l'avocat de l'association Jérôme Karsenti indique à l'AFP que les sondages commandés par la présidence de la République lors des deux dernières années du quinquennat de Nicolas Sarkozy sont introuvables à l'Élysée. Il déclare :

« La directrice de cabinet de François Hollande, Sylvie Hubac, a répondu dans un courrier à M. Avrillier que les documents demandés ne se trouvaient ni aux archives ni aux services financiers »

Pour les trouver, une perquisition a lieu le 4 avril 2013 au bureau et au domicile parisien de Patrick Buisson.
Le 3 juin 2015, six personnes ont été mises en garde à vue, dont Claude Guéant, Xavier Musca et Emmanuelle Mignon. Elles ont été relâchées dans la soirée sans être mises en examen. Si Claude Guéant n'a pas été mis en examen, la justice a mis la main sur des notes signées de sa main qui atteste son implication dans le dossier.
Le 29 juillet 2015, Patrick Buisson est mis en examen pour recel de favoritisme, abus de biens sociaux et détournement de fonds publics par un particulier. Pierre Giacometti est mis en examen pour recel de favoritisme. Ces mises en examen seront confirmés par la cour d'appel de Paris en juin 2016.
Le 2 février 2016, Emmanuelle Mignon est mise en examen pour favoritisme, ainsi que Julien Vaulpré, conseiller opinion et Jean-Michel Goudard, conseiller en stratégie, qui avait signé en avril 2009 la reconduction de la convention passée en 2007 entre l’Élysée et le cabinet Publifact de Patrick Buisson, l’est également le lendemain. Le 23 février suivant, Claude Guéant est mis en examen pour complicité de favoritisme. Lors des auditions, les personnes mis en examen font valoir que la coutume depuis Mac Mahon veut que la présidence est considérée en dehors des règles des marchés publics.
Le 17 septembre 2016, dans une lettre adressée au juge d'instruction, les avocats de l'association de lutte contre la corruption Anticor, Me Elise Van Beneden et Me Jérôme Karsenti, demandent l'audition de l'ex-président en qualité de témoin, dans cette affaire de détournement de fonds publics . « On a un procès qui est en train de s'articuler autour d'un grand absent. Mais Nicolas Sarkozy peut être convoqué comme témoin », a déclaré à l'AFP Me Jérôme Karsenti.
Le 27 août 2019, le juge Tournaire, suivant les réquisitions du parquet national financier, renvoie devant le tribunal correctionnel:
- Emmanuelle Mignon et Claude Guéant pour « favoritisme » et « détournement de fonds publics par négligence »,
- Patrick Buisson aux côtés de ses sociétés Publifact et Publi-Opinion, pour « recel de favoritisme », « détournement de fonds publics » et « abus de biens sociaux »,
- Jean-Michel Goudard (décédé en 2020[42]) et Julien Vaulpré pour « favoritisme »,
- Pierre Giacometti et sa société Giacometti Peron renommée en 2016 No Com ainsi que l’institut de sondage Ipsos pour « recel de favoritisme »[43].

Les poursuites contre Jean-Michel Goudard prennent fin avec son décès, survenu le 3 novembre 2020, environ 1 an avant le tenue du procès.

## Procès

### Première instance
Le procès se tient du 18 octobre au 12 novembre 2021 devant la 32e chambre correctionnelle du tribunal judiciaire de Paris,.
Nicolas Sarkozy, protégé par l'immunité présidentielle, est convoqué par le tribunal pour témoigner le 2 novembre 2021. Il s'y présente brièvement, faisant l'objet d'un mandat d'amener après avoir refusé de témoigner dans un premier temps, mais protégé par son immunité présidentielle, il refuse de répondre sur le fond. Les prévenus expliquent que l’Élysée n’avait souscrit aux règles de la commande publique qu'à partir du quinquennat de Sarkozy mais qu’une mise en concurrence n'était pas possible, puisqu'ils ne faisaient qu'appliquer les décisions prises par Nicolas Sarkozy. Au sujet du non respect des règles des marchés publics, Claude Géant soutient qu'il était « convaincu que l’Élysée échappait au droit commun ».
Le 9 novembre 2021, les réquisitions annoncées par le parquet national financier sont, :
- deux ans de prison, dont un an ferme, 100 000 euros d’amende, à l’encontre de Patrick Buisson ;
- 550 000 euros d’amende pour les sociétés Publifact et Publi-Opinion appartenant à Patrick Buisson ;
- un an de prison, dont six mois avec sursis, et 10 000 euros d’amende pour Claude Guéant ;
- six mois de détention avec sursis et 70 000 euros d’amende contre Pierre Giacometti ;
- 10 000 euros d'amende pour Emmanuelle Mignon ;
- 5 000 euros d'amende pour Julien Vaulpré.

Le verdict est rendu le 21 janvier 2022,,.
- Patrick Buisson est condamné à deux ans avec sursis ainsi que 150 000 euros d'amende ;
- Les sociétés Publifact et Publiopinion sont condamnées respectivement à des amendes de 500.000 € et 50.000 € ;
- Claude Guéant est condamné à un an d'emprisonnement dont quatre mois avec sursis, assorti d'un mandat de dépôt ;
- Pierre Giacometti est condamné à six mois de prison avec sursis et 70 000 euros d'amende ;
- No Com, société de Pierre Giacometti, est condamnée à 300.000 €, et Ipsos à 1.000.000 €, pour recel de favoritisme ;
- Emmanuelle Mignon est condamnée à six mois de prison avec sursis ;
- Julien Vaulpré est relaxé.

Claude Guéant fait appel de sa condamnation.

### Appel
Le second procès a lieu à partir du 5 mai 2025. Quatre prévenus sont rejugés en appel dont Claude Guéant et Pierre Giacometti. Le procès devrait durer trois semaines.
Le parquet demande de confirmer les peines prononcées en première instance. La cour rendra son jugement le 4 novembre.